# Réparsac
Réparsac ist eine französische Gemeinde mit 617 Einwohnern (Stand: 1. Januar 2022) im Département Charente in der Region Nouvelle-Aquitaine; sie gehört zum Arrondissement Cognac und zum Kanton Jarnac. Die Einwohner werden Réparsacais genannt.

## Geographie
Réparsac liegt etwa 14 Kilometer ostnordöstlich von Cognac an der Soloire. Nachbargemeinden von Réparsac sind Sainte-Sévère im Norden, Houlette im Nordosten, Sigogne im Osten, Chassors im Osten und Südosten, Nercillac im Süden und Westen sowie Val-de-Cognac im Westen.

## Bevölkerungsentwicklung
| Jahr                       | 1962 | 1968 | 1975 | 1982 | 1990 | 1999 | 2006 | 2017 |
| Einwohner                  | 425  | 451  | 458  | 490  | 531  | 506  | 562  | 601  |
| Quellen: Cassini und INSEE |      |      |      |      |      |      |      |      |

## Sehenswürdigkeiten
- Kirche Saint-Pierre aus dem 12./13. Jahrhundert

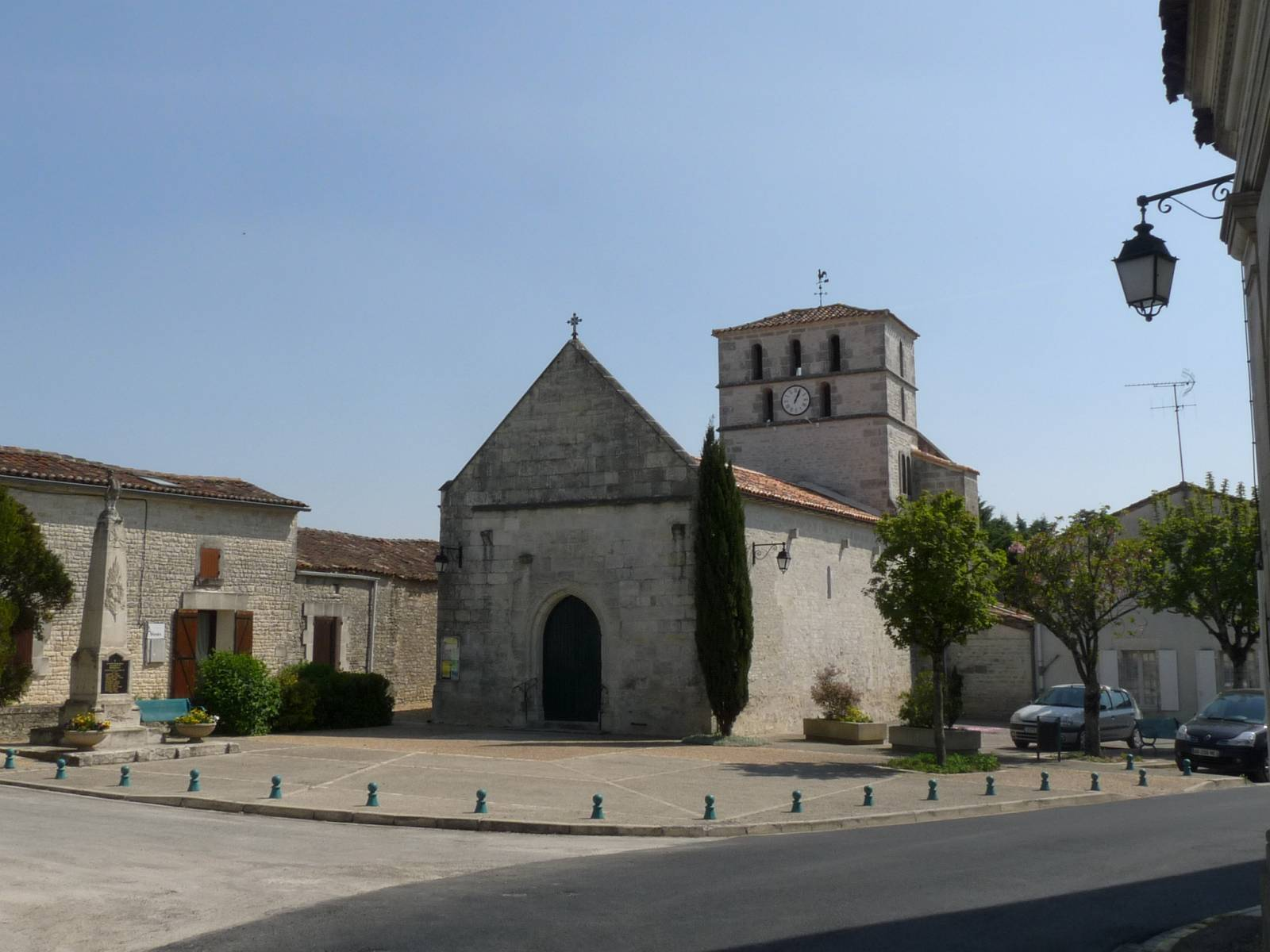
Kirche Saint-Pierre